# Du Barry Was a Lady
Du Barry Was a Lady (Brasil: Du Barry Era um Pedaço) é um filme estadunidense de 1943, dos géneros fantasia, comédia e musical, realizado por Roy Del Ruth. 

## Resumo
Numa discoteca, Louis Blore (Red Skelton), é fascinado por May Daly (Lucille Ball), a cantora principal da casa nocturna. Alec Howe (Gene Kelly), um cantor e dançarino da mesma discoteca, é apaixonado por May.
No fundo ela também o ama, mas pensa em casar-se com um milionário, Willie (Douglass Dumbrille), só pelo dinheiro. A situação sofre uma reviravolta quando Louis ganha 150 mil dólares e, acidentalmente, toma um bebida que tem uma poderosa droga, que o faz sonhar que está na França de Luís 15.

## Elenco
- Red Skelton (Louis Blore / Rei Luís XV)
- Lucille Ball (May Daly / Madame Du Barry)
- Gene Kelly (Alec Howe / Black Arrow)
- Virginia O'Brien (Ginny)
- Rags Ragland (Charlie / Dauphin)
- Zero Mostel (Rami / Taliostra)
- Donald Meek (Sr. Jones / Duque de Choiseul)
- Douglass Dumbrille (Willie / Duque de Rigor)
- George Givot (Cheezy / Conde de Roquefort)
- Louise Beavers (Niagara)
- Lana Turner
- Maurice Costello (Transeunte, não-creditado)